# Championnat du Maroc de football 1968-1969
Navigation
Édition précédente Édition suivante
Le Wydad AC est sacré champion du Maroc pour la saison 1968-1969. C'est le 8e titre de l'histoire du club.

## Classement
| Rang | Équipe                      | Pts | J  | G  | N  | P  | Bp | Bc | Diff |
| ---- | --------------------------- | --- | -- | -- | -- | -- | -- | -- | ---- |
| 1    | Wydad AC                    | 73  | 30 | 16 | 11 | 3  | 34 | 17 | +17  |
| 2    | Maghreb de Fès              | 68  | 30 | 14 | 10 | 6  | 31 | 20 | +11  |
| 3    | FAR de Rabat T              | 67  | 30 | 11 | 15 | 4  | 25 | 15 | +10  |
| 4    | FUS de Rabat                | 61  | 30 | 9  | 13 | 8  | 25 | 25 | 0    |
| 5    | Chabab Mohammédia           | 60  | 30 | 11 | 8  | 11 | 36 | 33 | +3   |
| 6    | Mouloudia Club d'Oujda      | 60  | 30 | 11 | 8  | 11 | 34 | 35 | -1   |
| 7    | Union de Sidi Kacem         | 60  | 30 | 9  | 12 | 9  | 25 | 26 | -1   |
| 8    | KAC de Kénitra              | 59  | 30 | 10 | 9  | 11 | 25 | 28 | -3   |
| 9    | Renaissance de Settat V CdT | 59  | 30 | 10 | 9  | 11 | 27 | 30 | -3   |
| 10   | Racing de Casablanca        | 59  | 30 | 7  | 15 | 8  | 21 | 27 | -6   |
| 11   | Difaâ d'El Jadida           | 58  | 30 | 6  | 16 | 8  | 37 | 35 | +2   |
| 12   | TAS de Casablanca           | 58  | 30 | 5  | 18 | 7  | 26 | 25 | +1   |
| 13   | Raja Club Athletic          | 57  | 30 | 5  | 17 | 8  | 21 | 23 | -2   |
| 14   | Étoile de Casablanca P      | 57  | 30 | 5  | 17 | 8  | 24 | 28 | -4   |
| 15   | Stade Marocain ↓            | 54  | 30 | 5  | 14 | 11 | 25 | 29 | -4   |
| 16   | CODM de Meknès P ↓          | 50  | 30 | 6  | 8  | 16 | 29 | 49 | -20  |

- Qualifications

- Qualification Coupe du Maghreb des clubs champions 1969-1970
- Champion & qualification Coupe Mohammed V 1969

- Vice-champion
- Relégué en Championnat du Maroc de football D2

- Abréviations

T : Tenant du titre

V : Vice-champion 1967-1968

P : Promus du Championnat du Maroc de football D2  1967-1968

CdT : Vainqueur de la Coupe du Trône de football 1968-1969
À l'issue de la saison, L'Association Sportive de Salé et le Raja de Beni Mellal sont promus en 1re division.

## Bilan de la saison
| Championnat du Maroc de football 1968-1969                        |                              |
| Champion                                                          | Wydad AC (8e titre)          |
| Coupes et trophées                                                |                              |
| Vainqueur de la Coupe du Trône 1969                               | Renaissance de Settat        |
| Vainqueur de la Supercoupe du Maroc 1969                          | Wydad AC                     |
| Qualifications continentales                                      |                              |
| Coupe Mohammed V                                                  | Wydad AC                     |
| Coupe du Maghreb des clubs champions 1969-1970                    | Wydad AC                     |
| Promotions et relégations                                         |                              |
| Promus en Championnat du Maroc de football                        | Association sportive de Salé |
| Promus en Championnat du Maroc de football                        | Raja de Beni Mellal          |
| Relégués en Championnat du Maroc de football de deuxième division | CODM de Meknès               |
| Relégués en Championnat du Maroc de football de deuxième division | Stade Marocain               |